# San Mauro La Bruca
San Mauro La Bruca è un comune italiano di 511 abitanti della provincia di Salerno in Campania.

## Geografia fisica

### Territorio
- Classificazione sismica: zona 3 (sismicità bassa), Ordinanza PCM. 3274 del 20/03/2003.

### Clima
Gli inverni sono brevi e miti, le estati lunghe, calde e secche.
Poche però sono le giornate veramente afose, poiché sia di giorno che di notte spirano fresche brezze – "punenti" e "viento ri terra", in dialetto locale, - che mitigano notevolmente la calura estiva.
Una volta, d'inverno, la neve faceva la sua comparsa regolarmente due o tre volte l'anno; adesso, con i cambiamenti climatici in atto, è diventata un fenomeno del tutto eccezionale ed episodico.

## Origini del nome

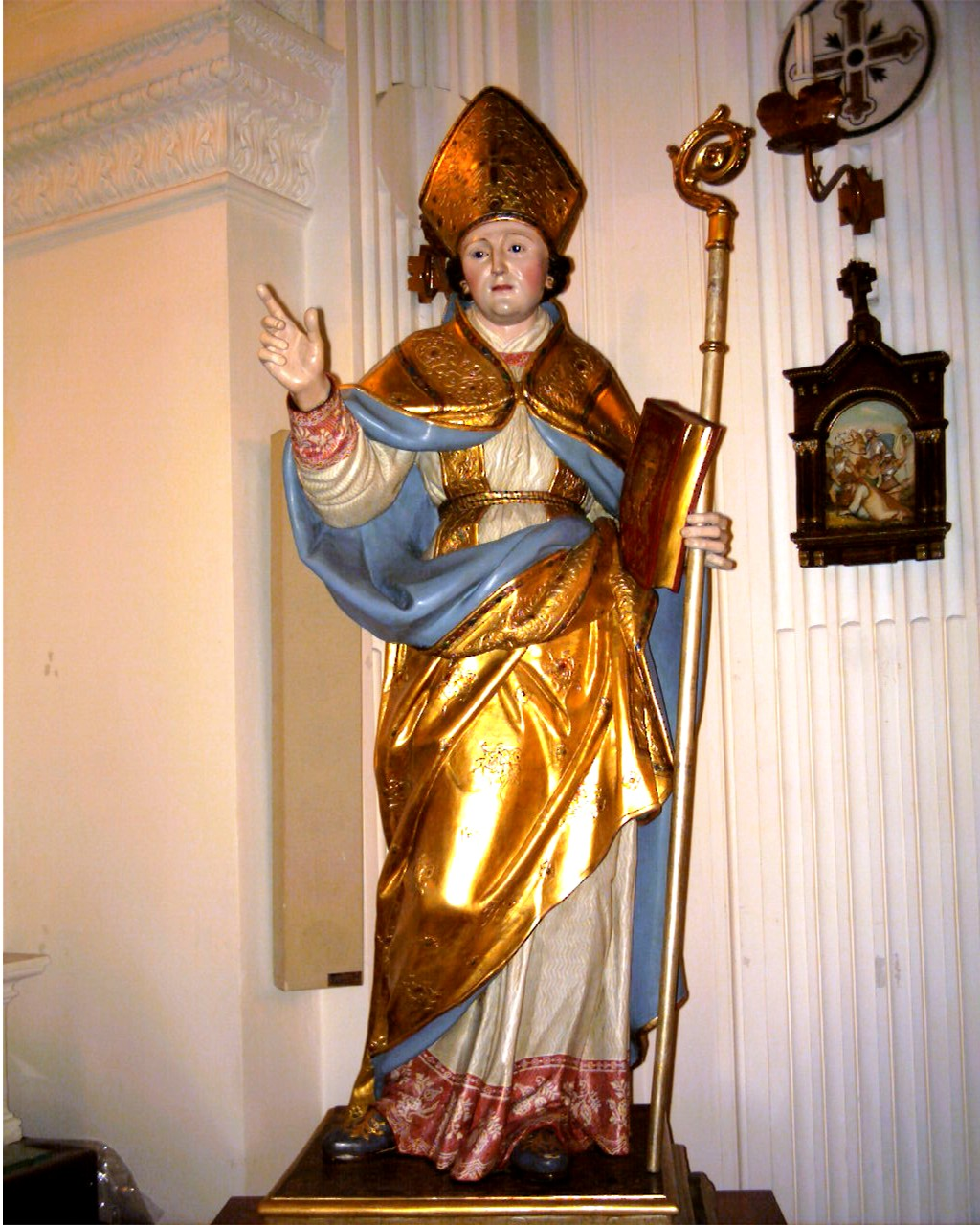
San Mauro

Il nome del capoluogo San Mauro La Bruca deriva da quello del suo Santo protettore, l'abate Mauro che visse al tempo di San Benedetto e fu suo discepolo a Subiaco.
Sulla base delle più accreditate supposizioni storiche in proposito, tra cui anche quella di Pietro Ebner, si ritiene che a San Mauro La Bruca, in una località chiamata Santa Maria, esisteva in tempi antichi un piccolo monastero dedicato a San Mauro abate.
Intorno al monastero, com'è accaduto sovente anche altrove, si sviluppò l'antico centro abitato, che dall'Abbazia prese sia il nome che il culto in onore del Santo.
La parte finale del nome del paese, "La Bruca", può essere un toponimo di origine greca, la cui precisa derivazione etimologica resta piuttosto incerta, dal momento che nessuna delle ipotesi formulate in proposito può dirsi sicura.
L'unico dato certo è che il toponimo Bruca ricorre anche in altre zone del territorio cilentano, come, ad esempio, il promontorio su cui sorge Velia, che era chiamato anticamente Castellammare della Bruca.

## Storia
Per quanto riguarda le vicende storiche dell'abitato, c'è da dire che la maggior parte delle notizie in merito sono state raccolte dal parroco don Pasquale Allegro, deceduto nel novembre 1994.
Secondo la sua ricostruzione storica, il vecchio abitato si trovava, in tempi molto antichi, in contrada "Santa Maria", un chilometro a sud dell'attuale centro abitato; nella stessa zona, come già si accennava sopra, si trovava l'Abbazia benedettina dedicata a San Mauro.
Per una più esatta collocazione cronologica dell'evento, è necessario tener presente quanto riferisce lo storico Giuseppe Antonini circa la rifondazione dell'antica Abbazia basiliana di San Nazario, avvenuta, secondo lui, nel 1044 ad opera del benedettino Richerio, abate di Monte Cassino dal 1038 al 1055.
Ciò farebbe supporre che, all'incirca nello stesso periodo, fu fondata l'antica chiesa di San Mauro gestita e officiata dai benedettini.
Riguardo alle cause che determinarono, nel corso dei secoli successivi, lo spostamento più a nord dell'abitato attuale, sono state formulate varie ipotesi, nessuna delle quali può dirsi risolutiva, in mancanza di notizie precise e documenti storici in proposito.

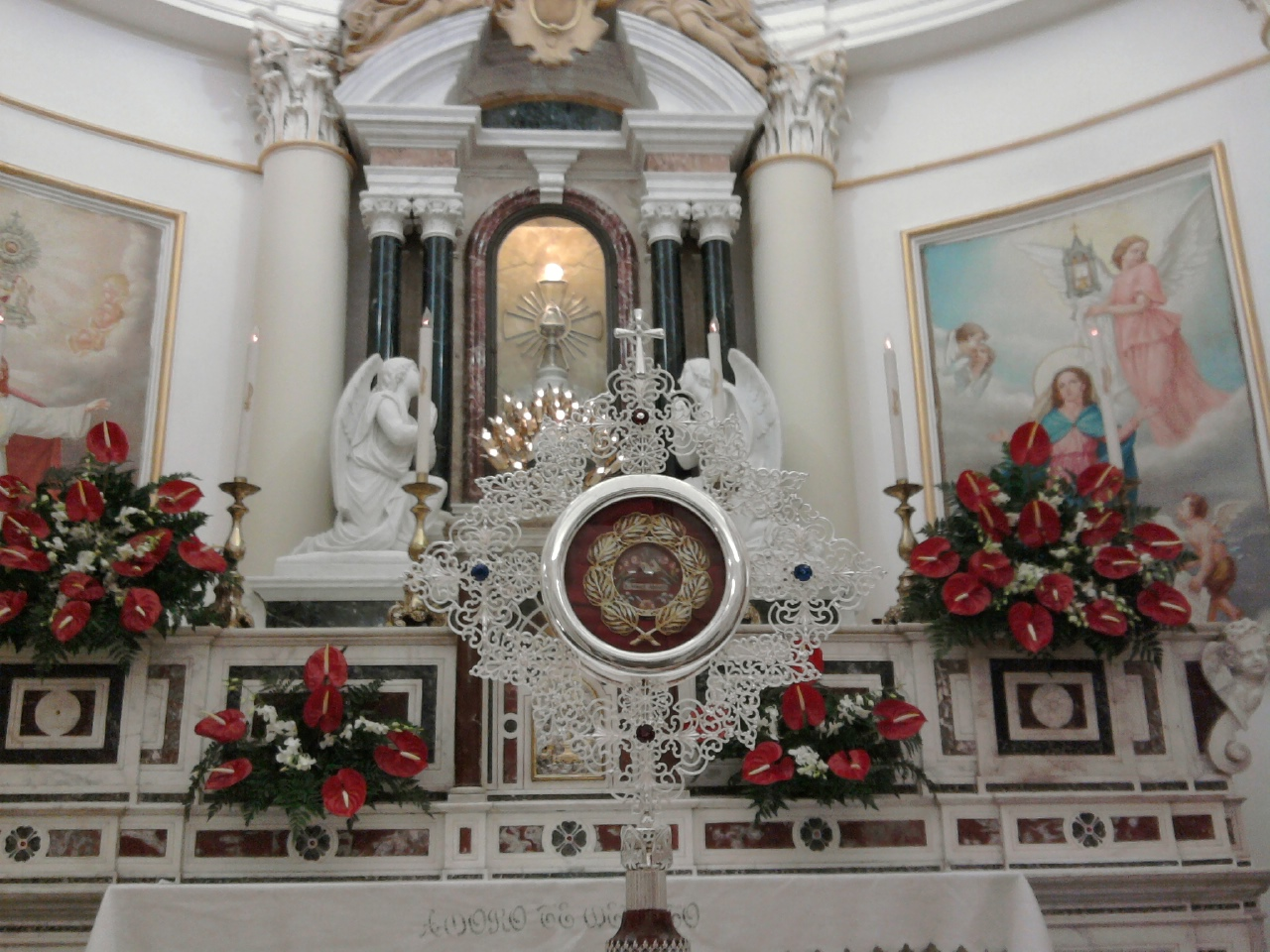
Reliquie di san Mauro abate

Secondo l'antica tradizione orale, fatta propria dallo stesso don Pasquale Allegro, l'antico abitato in contrada Santa Maria fu distrutto più volte dai Saraceni. Questi eventi che avrebbero determinato il trasferimenti degli abitanti superstiti più a Nord, in un luogo più facilmente difendibile. Si potrebbe però ipotizzare che lo spostamento dell'abitato sia avvenuto per motivi igienico-sanitari, dovuti al prosperare, nelle zone basse e ricche di acqua, della zanzara anofèle vettore della malaria. La questione, in ogni caso, rimane aperta.
Mentre il nuovo abitato si estendeva e si sviluppava alle falde della collina, iniziava, intorno alla metà del XV secolo, la costruzione di una nuova chiesa.
Dal 1811 al 1860 ha fatto parte del circondario di Pisciotta, appartenente al Distretto di Vallo del Regno delle Due Sicilie.
Dal 1860 al 1927, durante il Regno d'Italia ha fatto parte del mandamento di Pisciotta, appartenente al Circondario di Vallo della Lucania.

### Il Cilento e l'ordine Giovannita
S. Mauro La Bruca e Rodio dal 1200 erano possedimenti dell'Ordine Giovannita, detto poi di Malta, e proprio grazie alla presenza stabile dei Cavalieri i due nuclei rurali si aggregarono fino a diventare città.
La scoperta è di una ricercatrice del Cnr di Roma che ha rinvenuto nella National Library of Malta un manoscritto del 1626 e, all'interno di esso, due carte sciolte (acquerelli) datate al 1660 che raffigurano con dovizia di particolari i due paesi del Cilento. I risultati del lavoro di ricerca, che per la prima volta include nell'elenco ufficiale dei possedimenti dell'Ordine questi due centri, sono confluiti nel volume Le città dei cavalieri della dottoressa Antonella Pellettieri, dirigente di ricerca di storia medievale del Cnr e responsabile del progetto internazionale “Territorio e insediamento in Europa e nel Mediterraneo” (in cui rientra lo studio dedicato agli ordini cavallereschi).
La scoperta della dottoressa Antonella Pellettieri include a pieno titolo i due centri tra i possedimenti dell'Ordine, legandoli inscindibilmente alla storia dei Cavalieri Giovanniti che lottavano per liberare il Santo Sepolcro, ma avevano come missione anche la cura dei malati, l'assistenza ai poveri e l'aiuto ai pellegrini. Dai possedimenti più lontani dalle vie di comunicazione per Gerusalemme traevano derrate alimentari e rendite che servivano a finanziare la loro opera e la guerra santa. E questo doveva essere il ruolo anche di Rodio, la cui denominazione richiama l'isola di Rodi, sede dell'ordine, e S. Mauro La Bruca, il cui stemma comunale è identico a quello dei cavalieri di Malta.

### Simboli
Lo stemma e il gonfalone sono stati concessi con decreto del presidente della Repubblica del 21 gennaio 2009.
Il gonfalone è un drappo di bianco con la bordatura di azzurro.

## Monumenti e luoghi d'interesse

### Antica chiesa di Sant'Eufemia V. & M.

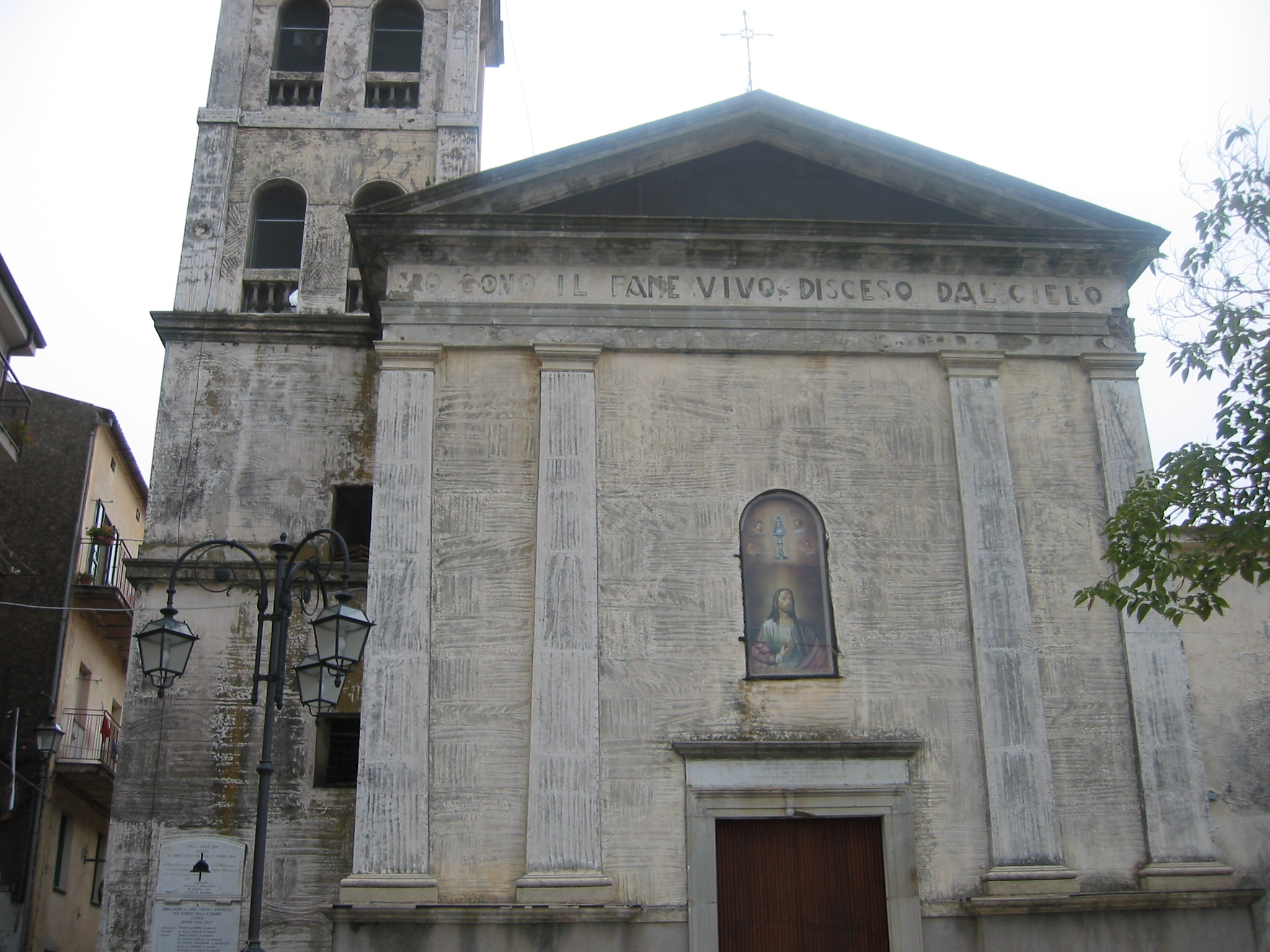
Chiesa Madre di Sant'Eufemia

L'antica chiesa di Sant'Eufemia fu costruita sul luogo dove si trova oggi l'attuale chiesa parrocchiale, quest'ultima inaugurata nel 1885. Dell'antica chiesa, demolita per far posto alla nuova, avanza solo il presbiterio con cupola affrescata e il soccorpo.
Il presbiterio dell'antica chiesa è oggi nella cappella laterale dell'attuale chiesa parrocchiale, nella quale è venerata la statua lignea di San Mauro Abate.
L'antica chiesa era costruita in posizione trasversale all'attuale chiesa ed era di ridotte dimensioni.
La facciata dava sull'attuale Via Roma, dove si trova oggi la cappella di San Vincenzo Ferreri. Il piccolo campanile si elevava nello stesso posto dell'attuale, che lo ha inglobato. Fino al 1983 non si sapeva nulla circa la costruzione dell'antica chiesa.
In quell'anno, il parroco don Pasquale Allegro, nel fare eseguire lavori d'impermeabilizzazione dell'attuale cappella di San Mauro, allo scopo di salvaguardare l'affresco che adorna la medesima cappella (già presbiterio dell'antica chiesa), scoprì la data 1511, segnata sulla calce ancora fresca all'esterno della cupola stessa.
Tale scoperta ci permette di datare con sicurezza detta chiesa antica, la cui costruzione terminò nell'anno 1511.

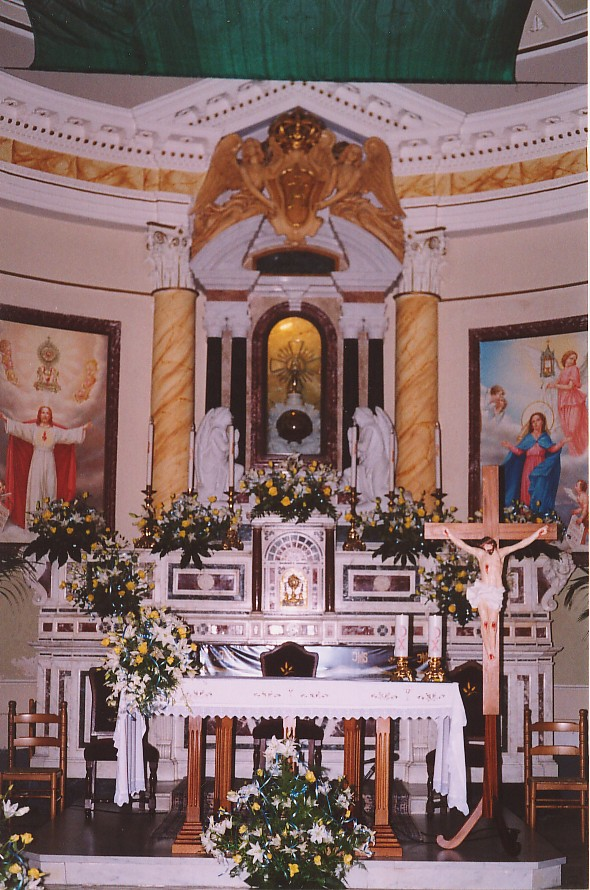
Altare maggiore

È logico ipotizzare che i lavori per l'edificazione del sacro edificio siano iniziati già nella seconda metà del XV secolo, cominciando dall'attuale soccorpo, che si rese necessario a causa del naturale pendio della collina, per realizzare il piano sul quale far sorgere la chiesa.
È altresì probabile che dopo la costruzione dell'attuale chiesa di Sant'Eufemia, ultimata nel 1511, la vecchia chiesa del Monastero sia stata man mano abbandonata, fino alla sua rovina, già documentata nel 1771.
È ancora verosimile che il centro abitato attuale sia sorto in quegli anni (XV – XVI secolo) intorno alla nuova chiesa, in una posizione incantevole, con veduta panoramica sulla valle del Lambro e sul golfo di Palinuro.
A determinare lo spostamento dell'abitato e della chiesa concorsero cause a noi ignote, anche se la tradizione popolare ricorda che l'antico abitato in contrada Santa Maria fu distrutto sette volte dai Saraceni.

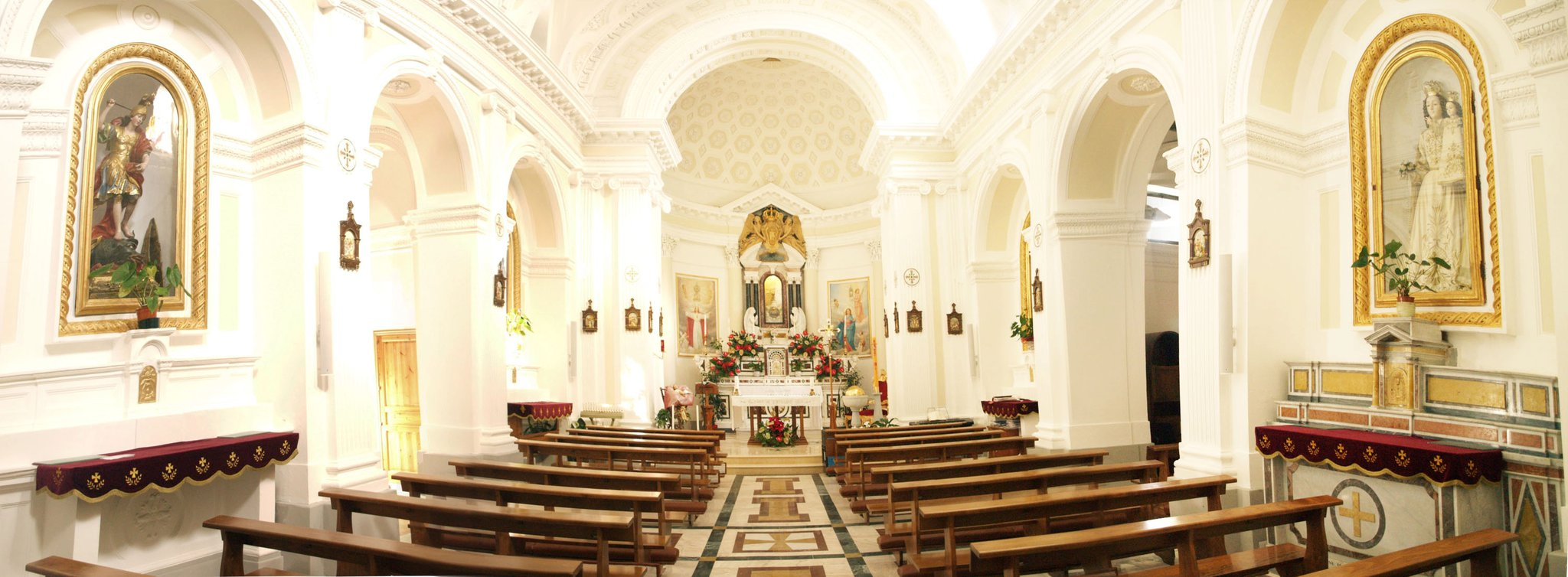
Chiesa interno

Nell'antica chiesa erano cappelle o altari eretti dal popolo o da famiglie private, le quali si assicuravano così una sepoltura privilegiata nella chiesa, dove esistevano delle fosse comuni dove venivano inumate le salme dei fedeli, senza distinzione di sesso e d'età. Di alcune di queste cappelle era notizia in tre pergamene, custodite dal fu Filippo De Cocinis, il quale le conservava in un cofanetto intarsiato e che le donò al parroco Allegro.
Di queste tre antiche scritture, due sono ancora oggi conservate in Parrocchia, mentre la prima, quella più antica, è andata perduta da parte di alcuni studiosi, a cui il vescovo Biagio D'Agostino l'aveva consegnata.

### Le pergamene
La prima, dunque, delle tre pergamene era del 1577 e riguardava l'istituzione della Congregazione del Sacratissimo Rosario nella Cappella omonima, eretta nella chiesa di Santa Eufemia. Il testo in latino, trascritto in parte dal Parroco Allegro, diceva testualmente: “……Nos Fr. SIXTUS Fabbri Lucen Sacrae Theologiae professor totius ordinis praedicatorum in Romana Curia Procurator ac Rev.Mi Patris Generalis Vicarius..... vos in Cristo nobis dilectissimi et devotissimi Christifideles Casalis Sancti Mauri della Bruca subiecti religioni Sancti Iohannis Hierosolimitani pie considerantes et ad habendum augendum et conservandum praedictum modum orandi Confraternitatem Psalterii seu Rosarii sub invocationem beatae Mariae Virginis in Ecclesia Sanctae Eufemiae et in Cappella sub titulo eiusdem beatae Mariae de Rosario instituendi et ordinandi a nobis instantissime petivistis per interpositam personam Rev. di Iacobi Iumati Cajetani vobis licentiam impartiri cum gratis et favoribus oportunis”.	La pergamena riportava nel fregio di cui era adorna gli stemmi dei Cavalieri Ospitalieri o Ordine di Malta a sinistra e del Baliaggio di Santa Eufemia a destra. La seconda pergamena, datata 17 agosto 1699, si presenta incompleta, mancando una colonna di scrittura nella parte destra. Il contenuto è il seguente: ”Il sacerdote don Giuseppe Di Giacomo fonda una cappella nella chiesa parrocchiale di S. Eufemia, intitolata all'Annunciazione della Beata Vergine Maria, con istrumento del 17 agosto 1648 per Notar Nicola Gaudio di Cuccaro; e la Curia dei Cavalieri Di Malta, con sede in Napoli, ne riconosce con questa pergamena la fondazione e la dotazione”. La pergamena reca l'intestazione di Nicola Rota, Vicario Generale. La terza scrittura, sempre a firma del vicario Generale Nicola Rota, recante la data dell'8 agosto 1712, contiene la nomina del sacerdote don Carlo Cocina a Cappellano della Cappella dell'Annunziata, eretta e dotata da don Giuseppe Di Giacomo, il quale era morto il 31 marzo di quell'anno. Le cappelle dell'Annunziata e del Rosario, nell'antica chiesa di Sant'Eufemia in san Mauro La Bruca, scomparvero quando la chiesa fu demolita per costruire l'attuale. Altre cappelle erano dedicate a San Michele Arcangelo e a San Vincenzo Ferreri, le cui belle statue lignee sono ancora oggi venerate nell'attuale chiesa parrocchiale. È da ricordare che esiste una tela raffigurante San Michele Arcangelo, nell'atto di ricacciare il dragone, datata intorno al settecento. È probabile che suddetta tela era venerata nell'antica chiesa prima dell'acquisto della statua lignea dello stesso Santo. Di quest'antica chiesa si conservano ancora due acquasantiere. Una, che reca incisa sul bordo la data 15XX, si trova in fondo all'attuale chiesa parrocchiale. L'altra, invece, è stata portata a Napoli per essere restaurata.

### Affresco della cappella di San Mauro Abate

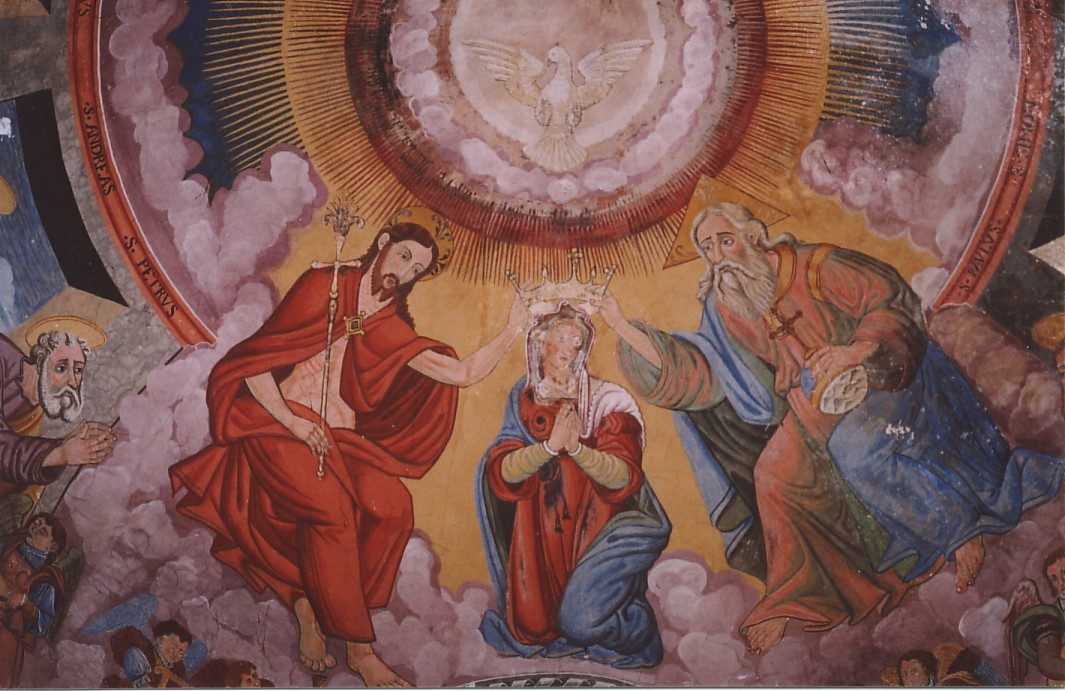
Cappella di San Mauro abate

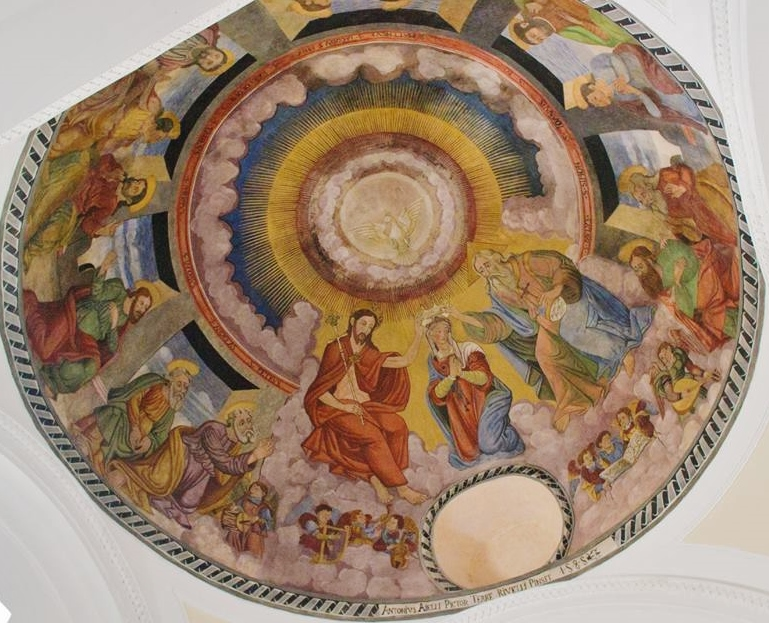
Affresco della Cupola

L'affresco copre interamente la cupola (diametro m. 4,40) dell'attuale cappella di San Mauro.
Detta cappella non è altro che il presbiterio dell'antica chiesa di Santa Eufemia.
L'affresco, da poco restaurato, reca la firma di un certo Antonio Aiello da Rivello (Potenza) e la data del 1585. Rappresenta l'incoronazione della Vergine da parte della SS. Trinità e degli apostoli.
“La Scena mostra una tarda ma esplicita affermazione della pittura bizantina.
L'opera si inserisce però nella corrente dell'arte popolaresca creando un buon esempio di arte locale.
Lo Spirito Santo, simboleggiato da una immobile colomba al centro della cupola e che domina la scena, la Vergine raccolta in preghiera tra il Cristo e Dio Padre e che campeggia al centro dell'azione con ieratica solennità, quasi regina assisa sul trono, nonché la meccanica rispondenza delle due figure del Cristo e di Dio Padre, sono il segno di una raffinata imitazione bizantina. La varietà delle movenze degli apostoli, la diversità delle loro fisionomie, la plastica resa dei corpi, il largo giro dell'esedra architettonica, che separa lo spazio anteriore da quello illuminato dalla visione di un vasto cielo variegato di nubi, ci avvertono invece che l'arte è avviata verso la frattura tra simbolismo metafisico cristiano ed il naturale realismo di una nuova età.
Il Cristo non è più un imberbe giovinetto, ma, secondo il tipo iconografico formatosi in oriente e che domina incontrastato in tutta l'arte medievale, è ora un uomo matura con barba piena e lunga chioma.
Esso ci ricorda molto da vicino “il pantocratore” bizantino. Sia il Cristo che la Vergine e Dio Padre hanno una fissità bizantina. Gli apostoli invece disposti a raggiera, fermi saldamente su un trono di nubi, sono più vicini a forme di arte locale che ha però subito molteplici influssi dell'arte bizantina.
Come nei mosaici bizantini per distinguere i vari apostoli sopra ciascuno di essi è segnato il nome. Caratteristici sono anche i gruppetti di angeli cantori e musicanti ritratti sotto le figure di Cristo e Dio Padre”.

### Parco Nazionale del Cilento e Vallo di Diano

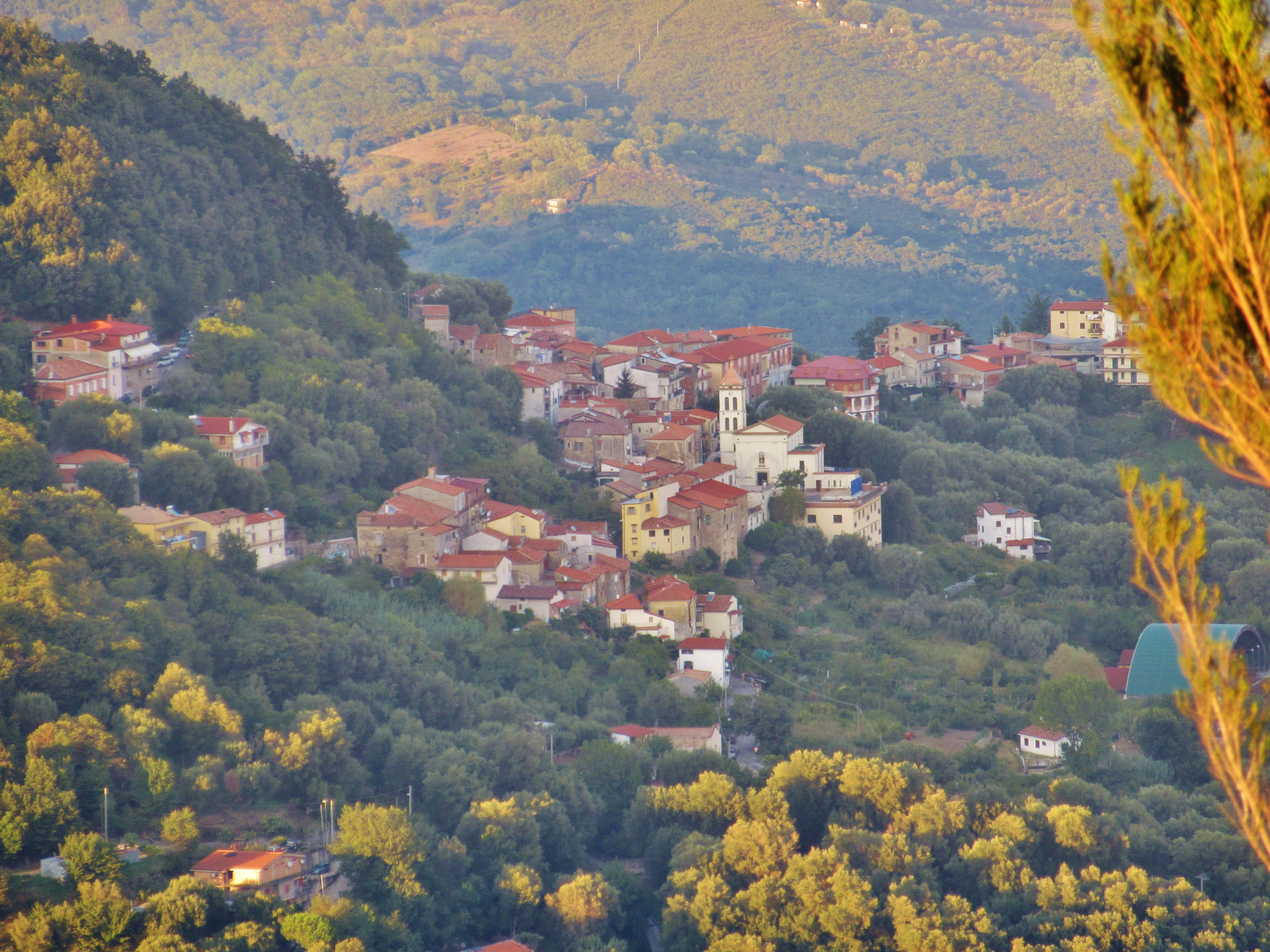
San Mauro La Bruca

Il comune di San Mauro La Bruca, con i suoi 1893 ettari di territorio, per buona parte ricoperti da boschi di castagni e da uliveti secolari, rappresenta davvero un'isola di verde ancora incontaminato in una delle zone più belle e suggestive del “Parco delle meraviglie”.
Esso si estende su un territorio che comprende una lunga catena collinare digradante verso la valle del fiume Lambro: si parte, infatti, dal monte Cavallara (m. 843) nella parte più a nord, passando per la zona collinare della Brulara, la Costa Filiciacchio (m. 696), Castelluccio I (m. 803), Monte dei Monaci (m. 772), La Tempa (m. 606), sulle cui falde si estende il centro capoluogo, fino ad arrivare verso sud alla collina della Scaravola (m. 716) con il vallone del Corpino, ai Mùrici (m. 696) e a Castelluccio II (m. 701).
Tutte le suddette colline sono ricoperte da boschi di castagno, di cui una parte è andata distrutta negli ultimi anni a causa degli incendi, da querceti e da un manto rigoglioso di macchia mediterranea.
A circa due chilometri dal capoluogo San Mauro, verso nord, in una valle tutta ricoperta da uliveti, querceti, macchia mediterranea, interrotti qua e là da zone coltivate e alberi da frutta, sorge la frazione di San Nazario.
Anche a sud del capoluogo, nella zona basso-collinare che digrada dolcemente verso il fiume Lambro, si estendono vasti uliveti, querceti e boschetti di macchia mediterranea.
Sebbene da qualche decennio l'attività agricola sia in forte calo, permangono alcuni appezzamenti di terreno destinati alla coltivazione degli ortaggi e degli alberi da frutta.
La toponomastica dei luoghi – c'è una località, infatti, denominata “Vigne Perute” – ci ricorda che una volta era molto fiorente la viticoltura, oggi limitata a poche sporadiche zone.
Comunque, tra gli alberi da frutta presenti sul territorio, quelli più numerosi sono i fichi, i ciliegi, i prugni o susini, i meli, i peri e i peschi.
I numerosi e folti macchieti che costituiscono il sottobosco producono in abbondanza, soprattutto d'estate e in autunno, frutti di ogni tipo: corbezzoli, mirtilli, lamponi, more e fragole.
Poi, in primavera, le numerose piante di asparagina, che nascono spontanee tra gli arbusti di macchia e i cespugli di rovo, generano, in gran quantità, germogli commestibili molto usati in cucina.
Inoltre, sul declinare dell'estate fino a tutto l'autunno e parte dell'inverno, le numerose zone boscose producono un'infinità varietà di funghi, la maggior parte dei quali mangerecci.
Si possono trovare funghi anche pregiati come gli ovuli, i porcini, i gallinacci e una particolare specie di prataiolo, con gli ombrelli dalle lamelle molto profumate, il quale, per la sua caratteristica di crescere in schiere sempre ordinate, viene detto, appunto, “ordinato”.

## Società

### Evoluzione demografica
Abitanti censiti

## Geografia antropica

### Frazioni

#### San Nazario

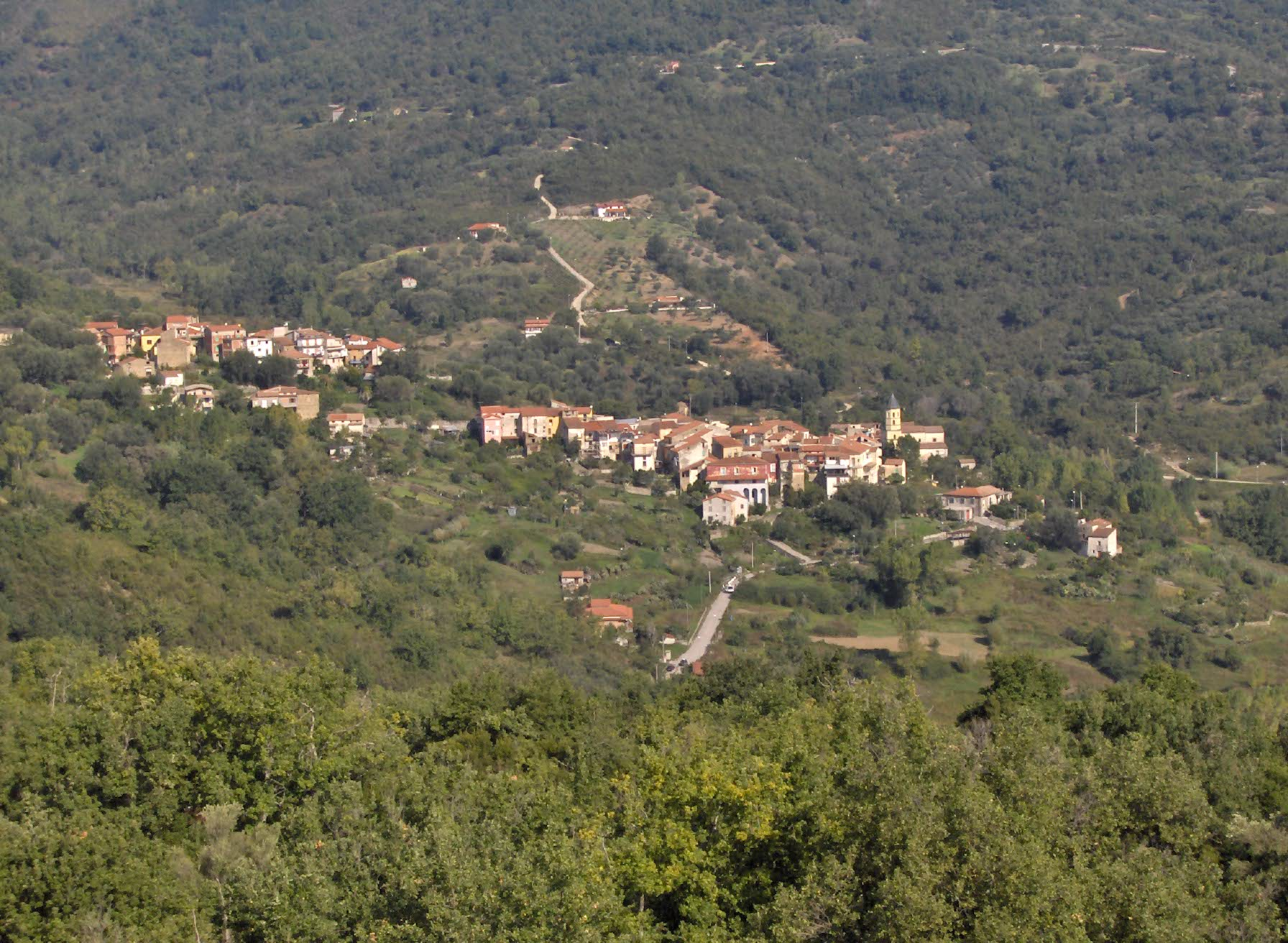
La frazione di San Nazario

Ancora più antichi e ricchi di spunti interessanti sotto il profilo artistico e culturale sono le origini e gli eventi storici dell'altro centro comunale: la sua unica frazione di San Nazario, distante circa due chilometri dal capoluogo verso nord e ubicata in una vallata dove scorre il fiume Brulara.
Anche per le notizie su San Nazario siamo debitori al lavoro monografico del parroco don Pasquale Allegro, ricco di notazioni storiche e culturali.
Dalla esso si evince che, tra la seconda metà dell'VIII secolo e la prima del IX, così come accadde anche nelle zone limitrofe a seguito delle persecuzioni iconoclaste di Leone III l'Isaurico, imperatore di Bisanzio, alcuni monaci basiliani, profughi dall'Oriente, fondarono sulle rive del fiume Melfi il cenobio, dedicandolo forse a San Fantino il Vecchio.
Il piccolo monastero ebbe un momento di particolare splendore e notorietà allorché vi si recò, nel 940, il giovane San Nilo da Rossano, che vi soggiornò per 40 giorni e vi indossò l'abito monastico.
Nell'anno 966, secondo un'ipotesi di ricostruzione storica formulata da don Pasquale Allegro, l'Abbazia di San Nazario subì l'incursione saracena, andando incontro ad un periodo di circa un secolo di abbandono e di decadenza.

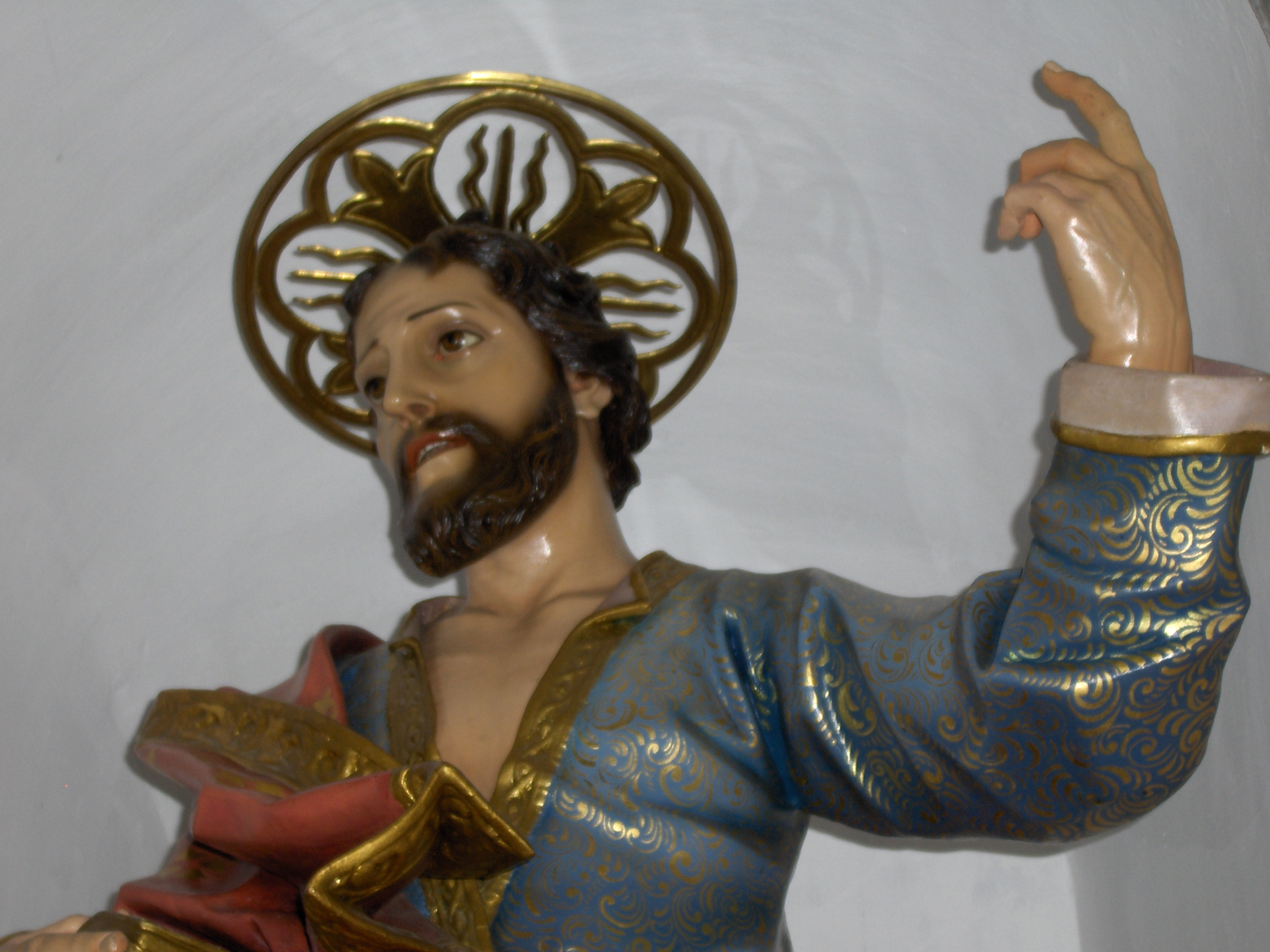
San Nazario

Nel 1044 il monaco benedettino Nantario, partendo da Montecassino, si recò presso il monastero abbandonato, rifondandolo e dandogli nuovo lustro. La nuova abbazia fu intitolata a San Nazario, martirizzato – secondo tradizione locale – all'epoca della persecuzione di Nerone, nel 69 d.C., oppure - secondo la più verosimile congettura di don Pasquale Allegro - durante quella dell'Imperatore Diocleziano (284 - 305 d.C.), assai più lunga ed estesa a tutto l'impero romano.
L'Abbazia, sia prima che dopo la distruzione del 966, conobbe lunghi periodi di floridezza e di vivacità economica e produttiva.
A tal proposito, va segnalata la fiorente attività svolta dai monaci per quel che riguarda la concia delle pelli di capre e di pecore per produrre pergamene sulle quali scrivere.
Ancora oggi poco lontano dalla chiesa parrocchiale, in un antico locale di proprietà privata, si conservano tre vasche per la concia delle pelli, denominate dalla tradizione locale, "Conceria dei Monaci".

## Infrastrutture e trasporti
La stazione di San Mauro La Bruca, situata sulla Ferrovia Tirrenica Meridionale, è situata a 6 km a sud del paese, ed è stata chiusa al traffico passeggeri verso la fine degli anni '90 del XX secolo.

### Strade
- Strada Regionale 447/b Ascea-bivio Rodio-Pisciotta-stazione S.Mauro La Bruca—Foria.
- Strada Provinciale 84 Futani-S.Mauro La Bruca-Innesto SS 447.
- Strada Provinciale 146 Innesto SR ex SS 447-Stazione di San Mauro La Bruca.
- Strada Provinciale 267 S.Nazario-S.Mauro La Bruca.

## Amministrazione
| Periodo | Periodo   | Primo cittadino | Partito                      | Carica  | Note |
| ------- | --------- | --------------- | ---------------------------- | ------- | ---- |
| 2021    | in carica | Nazario Ricco   | lista civica Centro Sinistra | sindaco |      |

### Gemellaggi
- Grottaferrata
- Viagrande

### Altre informazioni amministrative
Il comune fa parte della Comunità montana Bussento - Lambro e Mingardo.
Le competenze in materia di difesa del suolo sono delegate dalla Campania all'Autorità di bacino regionale Sinistra Sele.